# キャム・ベドローシアン
キャメロン・ロック・ベドローシアン（Cameron Rock Bedrosian, 1991年10月2日 - ）は、アメリカ合衆国ジョージア州コウェタ郡シノイア出身のプロ野球選手（投手）。右投右打。現在は、フリーエージェント（FA）。
愛称はベドロック（Bedrock）。父のスティーブも元メジャーリーガー（投手）で、1987年にサイ・ヤング賞を受賞している。サイ・ヤング賞投手の息子がメジャーリーグでプレーしたのはバンス・ロー、カイル・ドレイベックに続いて3人目となった。

## 経歴

### プロ入りとエンゼルス時代

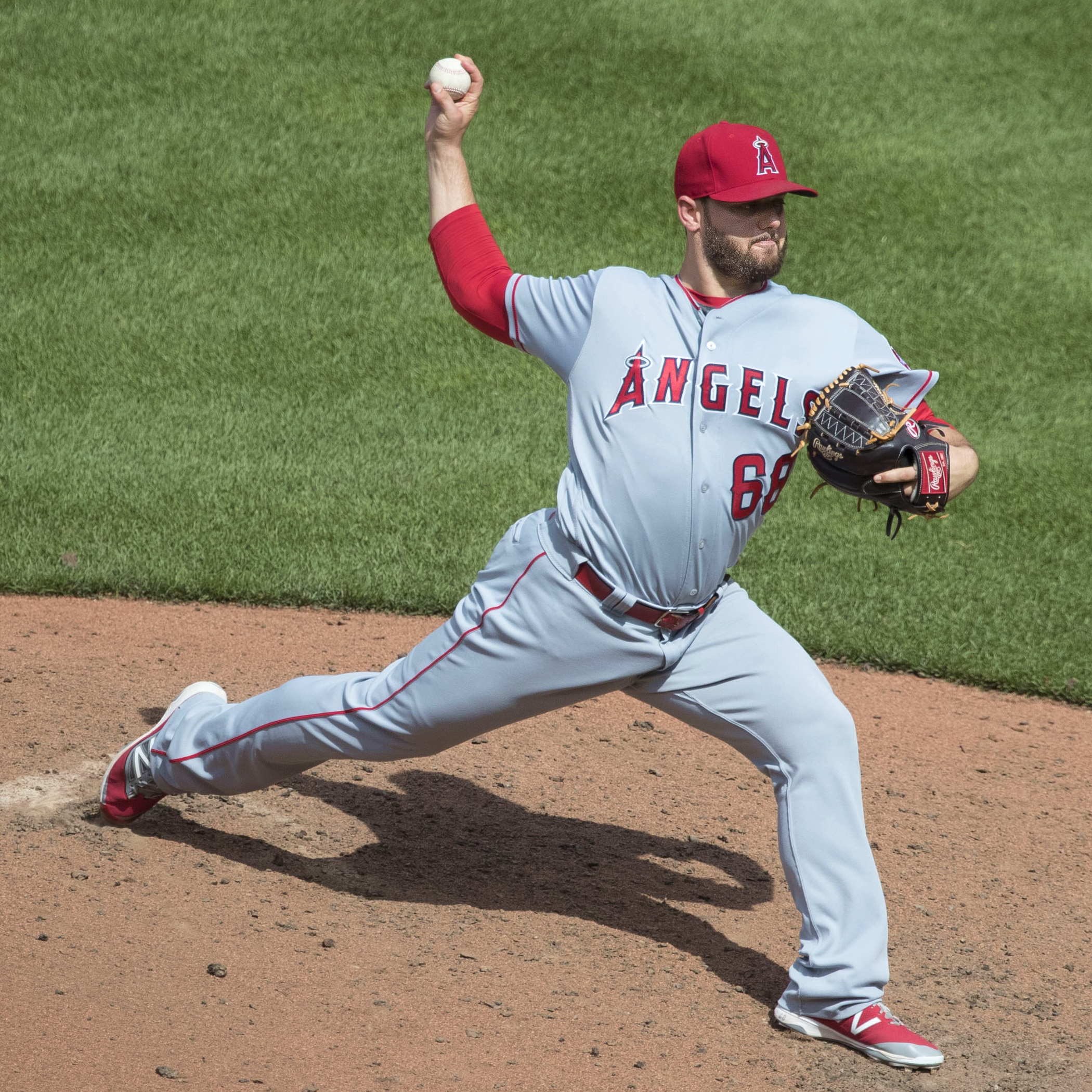
2016年7月10日

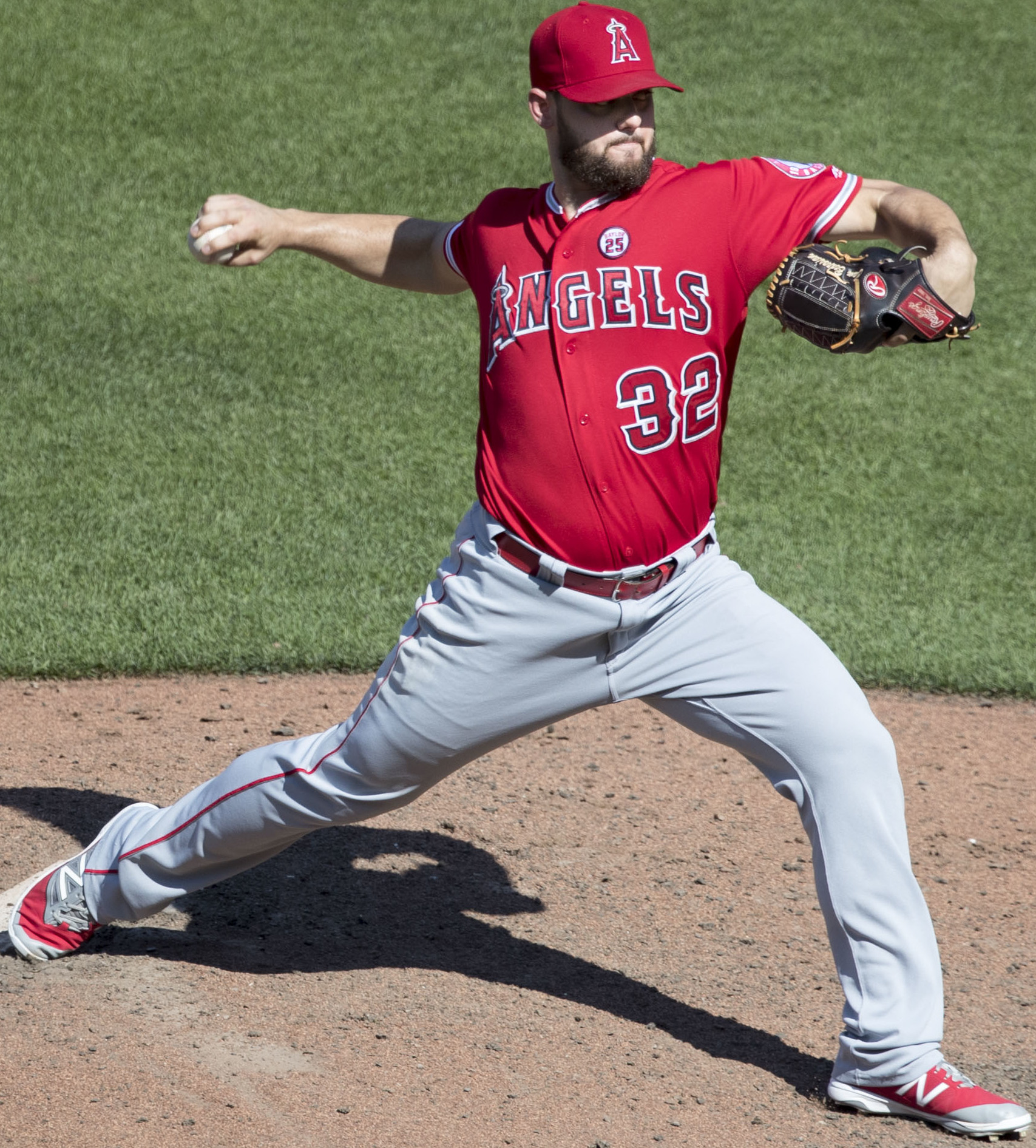
2017年8月20日

2010年のMLBドラフト1巡目（全体29位）でロサンゼルス・エンゼルスから指名され、プロ入り。契約後、傘下のルーキー級アリゾナリーグ・エンゼルスでプロデビュー。5試合（先発4試合）に登板して0勝2敗、防御率4.50、10奪三振を記録した。
2011年はトミー・ジョン手術を受け、全休した。
2012年はA級シーダーラピッズ・カーネルズでプレーし、21試合に先発登板して3勝11敗、防御率6.31、48奪三振を記録した。
2013年からはリリーフに転向。この年はA級バーリントン・ビーズとA+級インランド・エンパイア・シックスティシクサーズでプレーし、2球団合計で44試合（先発2試合）に登板して1勝5敗7セーブ、防御率4.57、78奪三振を記録した。オフにはアリゾナ・フォールリーグに参加し、メサ・ソーラーソックスに所属した。
2014年はA+級インランド・エンパイアで開幕を迎え、AA級アーカンソー・トラベラーズを経て、6月3日にメジャー契約を結んでアクティブ・ロースター入りした。同日のヒューストン・アストロズ戦でメジャーデビュー。この年メジャーでは17試合に登板して0勝1敗、防御率6.52、20奪三振を記録した。
2015年は34試合に登板して1勝0敗、防御率5.40、34奪三振を記録した。
2016年8月2日のオークランド・アスレチックス戦でメジャー初セーブを挙げたが、右腕の腋の部分に血栓ができたため、翌3日を最後に戦列を離れた。この年は45試合に登板して2勝0敗1セーブ、防御率1.12（40投球回以上ではこの年の2位）、51奪三振を記録した。
2017年シーズン序盤はクローザーを務めていたが、2週間で3セーブを挙げたところで故障者リストに入った。6月17日に復帰した。8月9日にはクローザーの座から退いた。シーズンでは、防御率4.43で6勝5敗で6セーブを挙げ、K/9は10.7だった。
2018年は71登板で64回を投げて57奪三振、防御率3.80で5勝4敗を挙げ、1セーブを記録した。
2019年は前年の登板から調子そのままに好投を続け、59登板で防御率3.23を記録し、チームの方針でオープナーとして7先発も記録した。
2020年オフの10月30日にマイナー契約となり、同日中にFAとなった。

### レッズ時代
2021年2月16日にシンシナティ・レッズとマイナー契約を結び、スプリングトレーニングに招待選手として参加することになった。3月29日にメジャー契約を結んでアクティブ・ロースター入りした。だが、開幕後は6試合に登板して防御率11.12と打ち込まれたため4月17日にDFA、19日にマイナー契約となった。その後、4月21日にFAとなった。

### アスレチックス時代
2021年4月30日にオークランド・アスレチックスとマイナー契約を結び、傘下のAAA級ラスベガス・アビエイターズへ配属された。5月21日にメジャー契約を結んでアクティブ・ロースター入りした。6月29日にDFAとなり、7月2日にFAとなった。

### フィリーズ時代
2021年7月7日にフィラデルフィア・フィリーズとマイナー契約を結び、傘下のAAA級リーハイバレー・アイアンピッグスへ配属された。9月1日にメジャー契約を結んでアクティブ・ロースター入りした。シーズン終了後の11月3日にFAとなったが、12月14日にマイナー契約で再契約を結んだ。
2022年はシーズンの大半を故障のリハビリに費やし、8月9日に契約解除となった。

### 独立リーグ時代
2023年6月6日にアトランティックリーグのハイポイント・ロッカーズと契約した。この年は35試合に救援登板し、3勝1敗1セーブ、防御率3.94、54奪三振を記録した。シーズン終了後にFAとなった。
2024年6月4日にハイポイント・ロッカーズと再契約を結んだ。14試合に先発して7勝3敗、防御率2.81、787奪三振を記録したが、9月3日に自由契約となった。

## 投球スタイル
速球とスライダーのコンビネーションで投げるパワーピッチャー。速球はフォーシームが多いが、カッター軌道やツーシームも交えて、軌道が同じにならないようにしている。課題はスライダーの制球。

## 詳細情報

### 年度別投手成績
| 年 度    | 球 団    | 登 板 | 先 発 | 完 投 | 完 封 | 無 四 球 | 勝 利 | 敗 戦 | セ 丨 ブ | ホ 丨 ル ド | 勝 率 | 打 者 | 投 球 回 | 被 安 打 | 被 本 塁 打 | 与 四 球 | 敬 遠 | 与 死 球 | 奪 三 振 | 暴 投 | ボ 丨 ク | 失 点 | 自 責 点 | 防 御 率 | W H I P |
| -------- | -------- | ----- | ----- | ----- | ----- | -------- | ----- | ----- | -------- | ----------- | ----- | ----- | -------- | -------- | ----------- | -------- | ----- | -------- | -------- | ----- | -------- | ----- | -------- | -------- | ------- |
| 2014     | LAA      | 17    | 0     | 0     | 0     | 0        | 0     | 1     | 0        | 1           | .000  | 93    | 19.1     | 23       | 2           | 12       | 1     | 0        | 20       | 1     | 1        | 17    | 14       | 6.52     | 1.81    |
| 2015     | LAA      | 34    | 0     | 0     | 0     | 0        | 1     | 0     | 0        | 2           | 1.000 | 156   | 33.1     | 40       | 3           | 19       | 2     | 2        | 34       | 2     | 0        | 21    | 20       | 5.40     | 1.77    |
| 2016     | LAA      | 45    | 0     | 0     | 0     | 0        | 2     | 0     | 1        | 7           | 1.000 | 162   | 40.1     | 30       | 1           | 14       | 1     | 2        | 51       | 3     | 0        | 7     | 5        | 1.12     | 1.09    |
| 2017     | LAA      | 48    | 0     | 0     | 0     | 0        | 6     | 5     | 6        | 10          | .545  | 190   | 44.2     | 41       | 5           | 17       | 1     | 0        | 53       | 7     | 0        | 26    | 22       | 4.43     | 1.30    |
| 2018     | LAA      | 71    | 0     | 0     | 0     | 0        | 5     | 4     | 1        | 11          | .556  | 271   | 64.0     | 63       | 7           | 26       | 0     | 2        | 57       | 1     | 0        | 30    | 27       | 3.80     | 1.39    |
| 2019     | LAA      | 59    | 7     | 0     | 0     | 0        | 3     | 3     | 1        | 15          | .500  | 258   | 61.1     | 48       | 7           | 22       | 0     | 3        | 64       | 9     | 0        | 30    | 22       | 3.23     | 1.14    |
| 2020     | LAA      | 11    | 0     | 0     | 0     | 0        | 0     | 0     | 0        | 1           | ----  | 58    | 14.2     | 10       | 0           | 6        | 0     | 0        | 11       | 1     | 0        | 4     | 4        | 2.45     | 1.09    |
| 2021     | CIN      | 6     | 0     | 0     | 0     | 0        | 0     | 0     | 0        | 0           | ----  | 33    | 5.2      | 10       | 2           | 6        | 0     | 0        | 7        | 0     | 0        | 7     | 7        | 11.12    | 2.82    |
| 2021     | OAK      | 9     | 0     | 0     | 0     | 0        | 0     | 0     | 0        | 0           | ----  | 38    | 9.0      | 9        | 2           | 4        | 0     | 0        | 8        | 0     | 0        | 2     | 2        | 2.00     | 1.44    |
| 2021     | PHI      | 11    | 1     | 0     | 0     | 0        | 0     | 0     | 0        | 1           | ----  | 45    | 10.1     | 8        | 2           | 7        | 0     | 0        | 8        | 0     | 0        | 5     | 5        | 4.35     | 1.45    |
| '21計    | PHI      | 26    | 1     | 0     | 0     | 0        | 0     | 0     | 0        | 1           | ----  | 116   | 25.0     | 27       | 6           | 17       | 0     | 0        | 23       | 0     | 0        | 14    | 14       | 5.04     | 1.76    |
| MLB：8年 | MLB：8年 | 311   | 8     | 0     | 0     | 0        | 17    | 13    | 9        | 48          | .567  | 1304  | 302.2    | 282      | 31          | 133      | 5     | 9        | 313      | 24    | 1        | 149   | 128      | 3.81     | 1.37    |

- 2021年度シーズン終了時

### 年度別守備成績
| 年 度 | 球 団 | 投手（P） | 投手（P） | 投手（P） | 投手（P） | 投手（P） | 投手（P） |
| 年 度 | 球 団 | 試 合     | 刺 殺     | 補 殺     | 失 策     | 併 殺     | 守 備 率  |
| ----- | ----- | --------- | --------- | --------- | --------- | --------- | --------- |
| 2014  | LAA   | 17        | 2         | 4         | 0         | 0         | 1.000     |
| 2015  | LAA   | 34        | 2         | 4         | 0         | 0         | 1.000     |
| 2016  | LAA   | 45        | 0         | 2         | 1         | 0         | .667      |
| 2017  | LAA   | 48        | 0         | 1         | 0         | 0         | 1.000     |
| 2018  | LAA   | 71        | 3         | 6         | 1         | 0         | .900      |
| 2019  | LAA   | 59        | 5         | 6         | 0         | 0         | 1.000     |
| 2020  | LAA   | 11        | 0         | 0         | 0         | 0         | ----      |
| 2021  | CIN   | 6         | 0         | 2         | 0         | 0         | 1.000     |
| 2021  | OAK   | 9         | 0         | 0         | 0         | 0         |           |
| 2021  | PHI   | 11        | 2         | 0         | 0         | 0         | 1.000     |
| '21計 | PHI   | 26        | 2         | 2         | 0         | 0         | 1.000     |
| MLB   | MLB   | 311       | 14        | 25        | 2         | 0         | .951      |

- 2021年度シーズン終了時

### 背番号
- 68（2014年 - 2016年）
- 32（2017年 - 2020年）
- 46（2021年 - 同年4月16日）
- 60（2021年5月24日 - 同年6月28日）
- 52（2021年9月3日 - 同年終了）